# Krayzie Bone
Anthony Henderson, znany jako Krayzie Bone, dwukrotny zdobywca Grammy Award, były członek grupy Bone Thugs-n-Harmony. Jego cechą charakterystyczną są niezwykle szybkie rymy oraz bardzo melodyjny wokal.

## Życiorys
Krayzie Bone zadebiutował solowym albumem Thug Mentality. Została wydana 6 kwietnia 1999 roku nakładem wytwórni Ruthless.
Ostatnio Krayzie odniósł spory sukces występując gościnnie w utworze Ridin rapera rodem z Houston
Chamillionaire. Teledysk do tego utworu został nominowany do nagrody MTV Video Music Awards w
kategorii rap i zdobył tę nagrodę. Kolejnym sukcesem Hendersona jest nagroda Grammy za najlepszy
rapowy występ w duecie za piosenkę Ridin

## Dyskografia
Albumy studyjne
- 1999: Thug Mentality 1999
- 2001: Thug on da Line
- 2003: LeathaFace: The Legends Underground (Part I)
- 2005: Gemini: Good vs. Evil

Kompilacje
- 2005: Too Raw for Retail
- 2007: Thugline Boss
- 2007: Mellow, Smooth And Krayzie
- 2010: Everybody Wants A Thug

Mixtape’y
- 2008: The Fixtape Vol. 1: Smoke on This
- 2009: The Fixtape Vol. 2: Just One Mo Hit
- 2010: The Fixtape Vol. 3: Lyrical Paraphernalia

## Nagrody

### Nagrody Grammy
- 1997: "Best Rap Performance by a Duo or Group" (Tha Crossroads)
- 2007: "Best Rap Performance by a Duo or Group" (Ridin’)

### MTV Video Music Award
- 2006: "Best Rap Video" (Ridin')

### American Music Awards
- 1998: "Favorite Rap/Hip-Hop Artist"
- 2007: "Best Duo or Group Rap/Hip-Hop"